# Neuropsychiatrie
Neuropsychiatrie je odvětví medicíny, které se zabývá duševními poruchami, které mají spojitost s nemocemi nervové soustavy. Neuropsychiatrie předcházela současným oborům psychiatrie a neurologie, které dříve působily společně, ale následně došlo k jejich rozdělení. Neuropsychiatrie se však stává rostoucí specializací psychiatrie a má rovněž blízko behaviorální neurologii, která je specializací neurologie, jenž se zabývá klinickými problémy poznání a/či chování způsobenými poraněním či nemocí mozku. V České republice se problematice neuropsychiatrie věnuje odborná společnost Neuropsychiatrické fórum (NPF).  V roce 2014 vznikla v Praze historicky první neuropsychiatrická klinika v ČR, Institut neuropsychiatrické péče (INEP), zaměřená na diagnostiku, léčbu a prevenci neuropsychiatrických nemocí.  

## Neuropsychiatrické poruchy
Mezi nejvýznamnější neuropsychiatrické poruchy patří:
- Alzheimerova nemoc, Parkinsonova nemoc, Huntingtonova nemoc a další neurodegenerativní onemocnění
- Touretteův syndrom
- Porucha pozornosti s hyperaktivitou (ADHD)
- Obsedantně kompulzivní porucha (OCD)
- Deprese
- Bipolární afektivní porucha
- Schizofrenie projevující se bludy a halucinacemi
- Pervazivní vývojové poruchy, např. autismus, Aspergerův syndrom nebo Rettův syndrom
- Poruchy příjmu potravy, mezi něž řadíme anorexii a bulimii